# استاد، همسر و گنگستر
استاد، همسر و گنگستر (به هندی: Saheb, Biwi Aur Gangster) فیلمی محصول سال ۲۰۱۱ و به کارگردانی تیگمانشو دولیا است. در این فیلم بازیگرانی همچون جیمی شرگیل، ماهی گل، راندیپ هودا، شریا ناریان، دیپال شاو، موکتی موهان ایفای نقش کرده‌اند.
قسمت دوم این فیلم استاد، همسر و گنگستر باز می‌گرند نام دارد و در سال ۲۰۱۸ قسمت سوم این فیلم با نام استاد، همسر و گنگستر ۳ ساخته شد.